# Video Killed the Radio Star
Video Killed the Radio Star is een nummer van de Britse band Buggles, afkomstig van hun debuutalbum The Age of Plastic. Het nummer bereikte wereldwijd in diverse hitlijsten van het betreffende land een hoge notering. Het nummer werd op 7 september 1979 uitgebracht als single door Island Records en verscheen op het album The Age of Plastic als eerste single van het album. In deze versie is er een extra coda-einde.

## Geschiedenis
Een vroege opname van "Video Killed the Radio Star" werd in 1978 gemaakt door Bruce Woolley en The Camera Club (met Thomas Dolby op keyboards) voor het album English Garden, nog vóór de versie van de Buggles die we vandaag kennen.
"Video Killed the Radio Star" is de videoclip waarmee de Amerikaanse televisiezender MTV het programma startte en daarmee de eerste muziekvideo die daar vertoond werd. Het werd daar uitgezonden op 1 augustus 1981 om 0.01 uur. Het was ook de miljoenste video-uitzending op MTV op 27 februari 2000 om 2:57 uur. De videoclip toont in het laatste stukje ook de filmcomponist Hans Zimmer bij de modulaire synthesizer. Hij had eerder met Buggles-muzikanten gewerkt als onderdeel van de Camera Club-band.
De titel van het achtste studioalbum van Robbie Williams, Reality Killed the Video Star, is een verwijzing naar het nummer van Buggles. Het album is geproduceerd door Trevor Horn, die lid was van Buggles. In oktober 2009 speelde hij het tijdens zijn live tour.
Het nummer werd in 1977 geschreven door Trevor Horn, Geoff Downes en Bruce Woolley. Horn meldde dat hij zelf verantwoordelijk was voor de tekst en dat Woolley, als componist, voornamelijk verantwoordelijk was voor de muzikale inhoud. Woolley produceerde niet alleen het nummer, maar regisseerde ook de officiële videoclip.
De plaat werd een hit in vrijwel geheel Europa en Oceanië en bereikte in thuisland het Verenigd Koninkrijk de nummer 1-positie van de UK Singles Chart.
In Nederland was de plaat op donderdag 18 oktober 1979 TROS Paradeplaat op Hilversum 3 en werd mede hierdoor een grote hit. De plaat bereikte de 18e positie in de TROS Top 50, de 16e positie in de Nationale Hitparade en de 17e positie in de Nederlandse Top 40. In de Europese hitlijst op Hilversum 3, de TROS Europarade, werd de 5e positie bereikt.
Ook in België werd de plaat een hit en bereikte de 7e positie in de Vlaamse Radio 2 Top 30 en de 12e positie in de Vlaamse Ultratop 50.

## Personeel
- Trevor Horn - songwriter, producer, basgitaar, zang
- Geoff Downes - songwriter, producer, keyboards, percussie
- Bruce Woolley - songwriter, gitaar
- Paul Robinson - drums
- Debi Doss - achtergrondzang
- Linda Jardim - achtergrondzang
- Dave Birch - leadgitaar
- Gary Langan - mixer, opname
- Hugh Padgham - opname, audiotechniek
- John Dent - mastering
- Hans Zimmer - additioneel keyboards, programmeren

## Hitnoteringen

### Nederlandse Top 40
| Hitnotering: 27-10-1979 t/m 01-12-1979 | Hitnotering: 27-10-1979 t/m 01-12-1979 | Hitnotering: 27-10-1979 t/m 01-12-1979 | Hitnotering: 27-10-1979 t/m 01-12-1979 | Hitnotering: 27-10-1979 t/m 01-12-1979 | Hitnotering: 27-10-1979 t/m 01-12-1979 | Hitnotering: 27-10-1979 t/m 01-12-1979 | Hitnotering: 27-10-1979 t/m 01-12-1979 |
| Week                                   | 1                                      | 2                                      | 3                                      | 4                                      | 5                                      | 6                                      |                                        |
| -------------------------------------- | -------------------------------------- | -------------------------------------- | -------------------------------------- | -------------------------------------- | -------------------------------------- | -------------------------------------- | -------------------------------------- |
| Positie:                               | 33                                     | 26                                     | 22                                     | 17                                     | 17                                     | 23                                     | uit                                    |

### Nationale Hitparade
| Hitnotering: 03-11-1979 t/m 08-12-1979 | Hitnotering: 03-11-1979 t/m 08-12-1979 | Hitnotering: 03-11-1979 t/m 08-12-1979 | Hitnotering: 03-11-1979 t/m 08-12-1979 | Hitnotering: 03-11-1979 t/m 08-12-1979 | Hitnotering: 03-11-1979 t/m 08-12-1979 | Hitnotering: 03-11-1979 t/m 08-12-1979 | Hitnotering: 03-11-1979 t/m 08-12-1979 |
| Week                                   | 1                                      | 2                                      | 3                                      | 4                                      | 5                                      | 6                                      |                                        |
| -------------------------------------- | -------------------------------------- | -------------------------------------- | -------------------------------------- | -------------------------------------- | -------------------------------------- | -------------------------------------- | -------------------------------------- |
| Positie:                               | 31                                     | 27                                     | 16                                     | 21                                     | 27                                     | 36                                     | uit                                    |

### TROS Top 50
Hitnotering: 25-10-1979 t/m 29-11-1979. Hoogste notering: #18 (1 week).

### TROS Europarade
Hitnotering: 28-10-1979 t/m 11-11-1979. Hoogste notering: #19 (1 week).

### Vlaamse Ultratop 50
| Hitnotering: 17-11-1979 t/m 19-01-1980 | Hitnotering: 17-11-1979 t/m 19-01-1980 | Hitnotering: 17-11-1979 t/m 19-01-1980 | Hitnotering: 17-11-1979 t/m 19-01-1980 | Hitnotering: 17-11-1979 t/m 19-01-1980 | Hitnotering: 17-11-1979 t/m 19-01-1980 | Hitnotering: 17-11-1979 t/m 19-01-1980 | Hitnotering: 17-11-1979 t/m 19-01-1980 | Hitnotering: 17-11-1979 t/m 19-01-1980 | Hitnotering: 17-11-1979 t/m 19-01-1980 | Hitnotering: 17-11-1979 t/m 19-01-1980 | Hitnotering: 17-11-1979 t/m 19-01-1980 |
| Week                                   | 1                                      | 2                                      | 3                                      | 4                                      | 5                                      | 6                                      | 7                                      | 8                                      | 9                                      | 10                                     |                                        |
| -------------------------------------- | -------------------------------------- | -------------------------------------- | -------------------------------------- | -------------------------------------- | -------------------------------------- | -------------------------------------- | -------------------------------------- | -------------------------------------- | -------------------------------------- | -------------------------------------- | -------------------------------------- |
| Positie:                               | 15                                     | 12                                     | 12                                     | 13                                     | 15                                     | 21                                     | 22                                     | 22                                     | 24                                     | 27                                     | uit                                    |

### NPO Radio 2 Top 2000
| Nummer met noteringen in de NPO Radio 2 Top 2000 | '99  | '00 | '01  | '02  | '03  | '04  | '05  |
| ------------------------------------------------ | ---- | --- | ---- | ---- | ---- | ---- | ---- |
| Video Killed the Radio Star                      | 1545 | 807 | 1888 | 1265 | 1535 | 1581 | 1862 |

1. ↑  Een vetgedrukt getal geeft de hoogste notering aan.
2. ↑  Deze tabel is bijgewerkt tot en met de laatste editie (2024).